# کالج بنینگتون
کالج بنینگتون (انگلیسی: Bennington College) یک کالج هنرهای آزاد در آمریکا است که در شهر بنینگتون ایالت ورمانت قرار دارد. این کالج در سال ۱۹۳۲ به صورت یک کالج دخترانه آغاز به کار کرد و از سال ۱۹۶۹ به صورت مختلط به فعالیت ادامه داد.

از دانش‌آموختگان نامدار کالج بنینگتون می‌توان از آلن آرکین، ان رمزی، جاستین ثرو، تیم دالی، هالند تیلور، پیتر دینکلیج، دونا تارت، کیران دسای، برت ایستون الیس و یک ایرانی سرشناس به نام فرحناز پهلوی نام برد.